# Листопадове повстання 1935

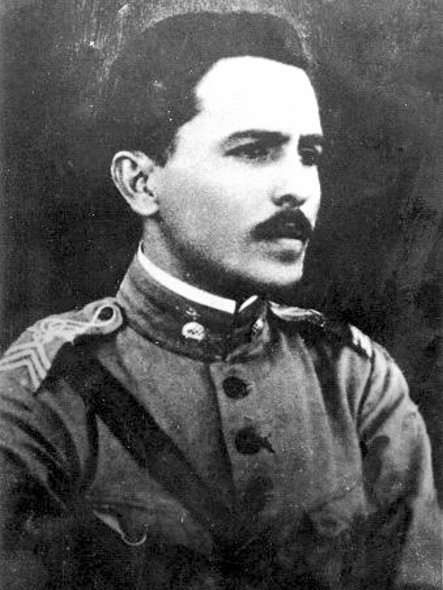
Луїс Карлус Престіс під час повстання

Листопадове повстання (порт. Intentona Comunista, Levante Comunista de 35) — збройний виступ бразильських комуністів і тенентистів проти диктатури Жетуліу Варгаса, що відбувався з 23 по 27 листопада 1935.

## Передісторія
У березні 1935 в Бразилії створено Національно-визвольний альянс (НОА), який об'єднав низку професійних організацій, які виступали за повалення диктатури Варгаса. Почесним головою альянсу став Луїс Карлос Престес. Загалом НОА об'єднував понад 1,5 млн прихильників.
Після видання урядом Закону про забезпечення національної безпеки з армії було звільнено велику кількість демократично налаштованих солдатів та офіцерів. У відповідь на це НОА опублікував маніфест солідарності з усіма вигнаними військовослужбовцями, який схвально зустрів патріотичне коло збройних сил. Вплив Національно-визвольного альянсу став зростати, внаслідок чого уряд Бразилії заборонив його діяльність. Після цього осередки альянсу пішли у підпілля, почавши готувати збройне повстання.

## Хід повстання
Перше вогнище повстання спалахнуло вночі 24 листопада в місті Натал, столиці штату Ріу-Гранді-ду-Норті. Заколот підняв 21-й піхотний батальйон. Повсталі захопили владу у місті та створили народно-революційний уряд, до складу якого увійшли представники трудящих та патріотично налаштованих військових. Революційний уряд штату націоналізував банки, пошту та телеграф, сформував загони народної міліції, звільнив політичних ув'язнених.
Цього ж дня розпочалося військове повстання у Ресифі, столиці Пернамбуку. Разом із військовослужбовцями в ньому взяли участь робітники, дрібна буржуазія та інтелігенція. Однак повсталим у Ресифі вдалося протриматися лише 38 годин: 26 листопада повстання у місті було придушене. Спроби повстання в штатах Мараньян, Параїба, Сан-Паулу та Ріу-Гранді-ду-Сул також були швидко припинені.
27 листопада повстання спалахнуло у столиці Бразилії, Ріо-де-Жанейро. Його ядро склали курсанти авіаційного та артилерійського училищ, а також військовослужбовці 3-го піхотного полку. Однак більшість частин столичного гарнізону не підтримали їх, і бунт був жорстоко придушений урядовими силами під керівництвом Філінто Мюллера. Цього ж дня після чотирьох днів запеклих боїв урядові війська придушили повстання у Наталі.
Тим часом уряд оголосив у Бразилії стан облоги і приступив до арештів активістів НОА і БКП. У в'язницю було кинуто багато членів керівництва компартії Бразилії. Проте повстанці продовжували боротьбу, намагаючись знайти підтримку серед селянства. Зробити це їм не вдалося, і врешті-решт рух затих.